# Can Solei (Beuda)
Can Solei és una masia situada al municipi de Beuda, a la comarca catalana de la Garrotxa.